# Gmina Huddinge
Gmina Huddinge (szw. Huddinge kommun) – gmina w Szwecji, w regionie Sztokholm, z siedzibą w Huddinge.
Pod względem zaludnienia Huddinge jest 18. gminą w Szwecji. Zamieszkuje ją 87 681 osób, z czego 50,33% to kobiety (44 134) i 49,67% to mężczyźni (43 547). W gminie zameldowanych jest 9218 cudzoziemców. Na każdy kilometr kwadratowy przypada 759,63 mieszkańca. Pod względem wielkości gmina zajmuje 269. miejsce.

## Sport
- Huddinge IK – klub hokeja na lodzie